# شيوعية أوروبية

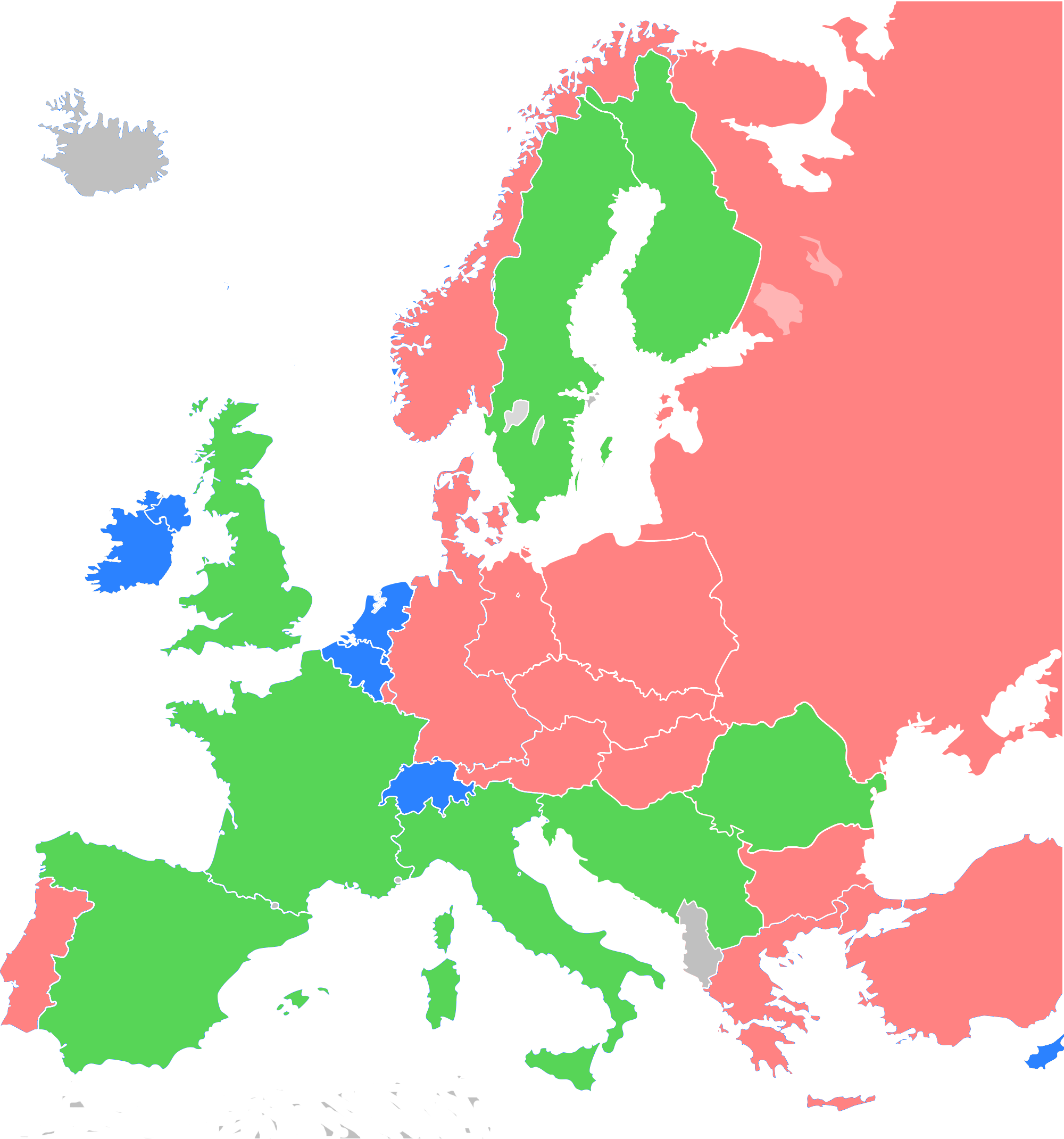

الشيوعية الأوروبية (تعرف أيضاً بالأوروشيوعية) كانت تيار شيوعي ساد في الأحزاب الشيوعية الغربية المختلفة خلال عقدي السبعينات والثمانينات. طورت الشيوعية الأوروبية نظرية وممارسة للتحول الاجتماعي الأكثر مناسبة لأوروبا الغربية والأقل انحيازاً لنفوذ وسيطرة الحزب الشيوعي السوفييتي.
كان هذا التيار يعرف خارج أوروبا الغربية «بالشيوعية الجديدة».

## أصل الكلمة
كان البحث عن أصل مصطلح «الشيوعية الأوروبية» موضع نقاش كبير خلال فترة السبعينات. تبين فيما بعد، أن الصحفي اليوغوسلافي، فران باربييري، كان أول من استعمل هذا المصطلح.

## الأسس النظرية
كان الأساس النظري الرئيس للشيوعية الأوروبية، كتابات أنطونيو غرامشي عن النظرية الماركسية، التي انتقدت فئوية اليسار، وشجعته على تشكيل تحالفات اجتماعية، لكسب الهيمنة والتأييد للإصلاحات الاجتماعية. أعلنت الأحزاب الشيوعية الأوروبية قبولها، أكثر من أي وقت مضى، بالمؤسسات الديمقراطية. و حاولت توسيع قاعدة تأييدها من خلال تبني عمال الطبقى الوسطى، ودعم الحركات الاجتماعية الجديدة كالحركة النسوية وحركة تحرر المثليين، والتشكيك العلني بالاتحاد السوفيتي وسياساته. كما تأثرت الشيوعية الأوروبية بالماركسية النمساوية، في بحثها عن طريق ديمقراطي «ثالث» نحو الاشتراكية.

## الأحزاب الشيوعية في أوروبا الغربية
تبنى الشيوعية الأوروبية، بحماس كبير، كل من الحزب الشيوعي الإيطالي و الحزب الشيوعي الإسباني, اللذان تمتعا بقاعدة شعبية عريضة. بينما خضع الحزب الشيوعي الفلندي لسيطرة الشيوعيين الأوروبيين، قبل أن ينشق عنه في الثمانينات الجناح الموالي للسوفيت. عارض الحزب الشيوعي الفرنسي, و العديد من الأحزاب الصغيرة الأخرى، الشيوعية الأوروبية، وظلوا على ولائهم للحزب الشيوعي السوفيتي، على الرغم من تأييد الحزب الشيوعي الفرنسي للشيوعية الأوروبية لفترة قصيرة خلال السبعينات.
و قد بقي الحزب الشيوعي الإسباني وجناحه الكتالوني، الحزب الاشتراكي الموحد، ملتزمان بسياسات الجبهة الشعبية منذ أيام الحرب الأهلية الإسبانية.